# Proechimys brevicauda
Proechimys brevicauda är en däggdjursart som först beskrevs av Albert Günther 1877.  Proechimys brevicauda ingår i släktet Proechimys och familjen lansråttor. IUCN kategoriserar arten globalt som livskraftig. Inga underarter finns listade i Catalogue of Life.
Denna gnagare förekommer i västra Sydamerika (öster om Anderna) från södra Colombia till norra Bolivia. Den lever i låglandet och i kulliga områden upp till 500 meter över havet. Habitatet utgörs främst av skogar med fast mark samt med bambu eller andra växter som undervegetation. Ibland hittas Proechimys brevicauda i områden som översvämmas. Honor föder oftast tvillingar.